# نمانیا جوریج
نمانیا جوریج (سیریلیک صربی: Немања Ђурић؛ زادهٔ ۱۸ ژوئن ۱۹۳۶) بازیکن و مربی بسکتبال اهل یوگسلاوی بود.
وی در مسابقات کشوری و بین‌المللی در مجموع برندهٔ ۱ مدال طلا، ۴ مدال نقره، ۱ مدال برنز شده‌است.